# Bognár Géza (gépészmérnök)
Bognár Géza (Budapest, 1950 –) gépészmérnök rektorhelyettes, tanszékvezető főiskolai tanár, CSc.

## Képzettség
- 1974 Gépészmérnök, Budapesti Műszaki Egyetem
- 1976 Tartalékos tiszt, Kilián György Repülő Műszaki Főiskola

## Tudományos fokozat
- 1981 Műszaki doktor, Budapesti Műszaki Egyetem
- 1991 Kandidátus, Magyar Tudományos Akadémia

## Címek, elismerések
- 1997 Chevalier dans l’ordre des Palmes Académiques (Az Akadémiai Pálmák lovagi fokozata, I. Napóleon császár által alapított francia kormánykitüntetés)
- 2003 Gábor Dénes Nívódíj
- 2007 Címzetes egyetemi tanár [halott link], Budapesti Műszaki és Gazdaságtudományi Egyetem

## Munkahelyek
- 2007- Gábor Dénes Főiskola, rektorhelyettes
- 2006-2007 tanszékvezető, GDF Informatikai Alkalmazástechnikai tanszék
- 1999-2006 tanszékvezető, GDF Rendszerszervezési és Alkalmazástechnológiai Tanszék
- 1976-98 egyetemi docens, Budapesti Műszaki és Gazdaságtudományi Egyetem
  - Közben:
  - 1983-86 egyetemi docens, Orani Egyetem (Université de la Science et de la Technologie d’Oran) (Algéria)
  - 1992 research fellow, University of Cambridge
  - 1992-93 egyetemi docens, INSA de Lyon
- 1974-76 tervező mérnök, VIZITERV

## Hobbi
- Vitorlázás, MAFC Vitorlás Szakosztály
- Repülőmodellezés , Műegyetemi Modellező Klub, Magyar Modellező Szövetség elnökségi tagja
- Szörf

## Publikációk 2002 óta
- BOGNÁR: Illusztráció és animáció 3D stúdióval. Multimédiás CD. SZÁMALK Kiadó. 2002.
- BOGNÁR: 3D modellezés oktatása CD-ről és Online elektronikus úton. Informatika 5. évf. 1 szám, Budapest, 2002.
- NAGY, BOGNÁR: Sortie de solide en vrac d'une trémie conique. Journal of the University of Chemical Technology and Metallurgy. XXXVII. 5 (2002) pp 277–284, Sofia
- BOGNÁR: Utilisation de Multimédia dans l'Enseignement de Construction et Technologie. SCITECH 2002. Sofia
- BOGNÁR: Construction et Technologie. Multimédiás CD. BME 2002.
- BOGNÁR: Gépalkatrészek 3D modellezése CADKEY Workshop-pal, főiskolai tankönyv, SZÁMALK Kiadó, Budapest, 2003.
- BOGNÁR: Modellezzünk CADKEY WORKSHOP-pal! Multimédiás oktató CD, SZÁMALK Kiadó, Budapest, 2003.
- BOGNÁR, SELINGER: „E” tananyag fejlesztése egyszerű eszközökkel a GDF-en, Az E-learning szerepe a katonai képzésben konferencia, Zrínyi Miklós Nemzetvédelmi Egyetem, 2003. május
- ZÁRDA, BOGNÁR: Implementation Strategy of an E-learning System for a Population of 13000 students in Central Europe, EDEN Annual Conference 2003, Rhodes
- BOGNÁR: Tanulható-e a háromdimenziós gondolkodás?, INFORMATIKA, Budapest 2004, 7. évf. 1 szám, pp: 28-33
- BOGNÁR: Szabványos elemek fejlesztése a GDF E-learning projekt keretében, E-learning alkalmazások a hazai felsőoktatásban országos konferencia, SZÁMALK, 2003. november
- BOGNÁR: Testmodellezés CADKEY-vel, E-learning tananyag, GDF-AI, Budapest, 2003.
- BOGNÁR: Modellezzünk CADKEY WORKSHOP V21.5-tel! Multimédiás oktató CD, SZÁMALK Kiadó, Budapest, 2004.
- SELINGER BOGNÁR: E-learning development with resource optimization, Pannonian Applied Mathematic Metings, Balatonalmádi, 2004.
- ZÁRDA BOGNÁR: Statistical Analysis of Students-satisfaction Inquiry related to E-learning Challenge at Dennis Gabor College, INFORMATIKA, Budapest, 2004. 7 évf. 3. szám, pp 54–59, ISSN 1419-2529
- BOGNÁR: Online versus Offline Education Using E-learning Facilities, INFORMATIKA, Budapest, 2004. 7 évf. 3. szám, pp 11–17,ISSN 1419-2529
- BOGNÁR: Easy Modeling with CadKEY Workshop, Multimédiás CD, SZÁMALK, Budapest 2004.
- BOGNÁR: 3D Modeling with CADKEY, E-learning tananyag, Gábor Dénes Főiskola, ILIAS, 2005
- BOGNÁR: Mechanikai elemek kiváltása informatikai eszközökkel a repüléstechnikában, INFORMATIKA, Budapest, 2005. 8 évf. 1. szám, pp 37–43, ISSN 1419-2529
- ZÁRDA, BOGNÁR: Experiences with introduction and running of an E-learning system, EDEN Annual Conference 2005, Helsinki
- NACSA, BOGNÁR: An Intelligent Wearable Computer Environment, Proceedings of the 6th International Symposium of Hungarian Researchers on COMPUTATIONAL INTELLIGENCE, Budapest 2005, Budapesttech Hungarian Fuzzy Association pp. 162–171
- KOPACSI, STOKIC, UROSEVIC, CAMPOS, BOGNAR: Knowledge Representation and Case-based Reasoning in an SME Focussed KM System in the Ambient Intelligence Domain, ARTIFICIAL INTELLIGENCE AND APPLICATIONS, AIA Publications 2006 Insbruck
- BOGNÁR, SZŰCS, BÁTYI: Esztétikai és műszaki szempontok összehangolása nagysorozatban gyártott fröccsöntött műanyagtermékek estén, Magyar Tudomány Napja, GDF konferencia, Budapest 2005
- ZÁRDA, BOGNÁR: E-competence Based Globalised Employment, EDEN Annual Conference 2006, Vienna
- BOGNÁR, REÉ: Alacsony költségű pilótanélküli felderítő-repülőgép fejlesztése. Magyar Tudomány Napja, GDF konferencia, Budapest, 2006.
- BOGNÁR: E-learning eszközökkel segített 3D gondolkodás. Agria Média Konferencia, Eger, 2006.
- BOGNÁR, REÉ: Légifelderítés egyszerű eszközökkel. Robothadviselés Konferencia, ZMNE, Budapest, 2006.
- ZÁRDA, BOGNÁR: Weak Points in E-learning Practice, , EDEN Annual Conference 2007, Naples
- BOGNÁR: GPS-el segített programozott irányítású mini repülőgép fejlesztése, Magyar Tudomány napja a GDF-en tudományos konferencia, 2007 Budapest
- BOGNÁR G., ZÁRDA S.: Kiegészítő technológiák az elektronikus távoktatásban, Magyar Professzorok Világtanácsa Konferenciája, 2007, Budapest
- BOGNÁR: GPS-el segített programozott irányítású mini repülőgép fejlesztése, Informatika 32. szám 10. évfolyam 2 szám pp 45–49, 2008 Budapest, ISSN 1419-2529
- BOGNÁR G., ZÁRDA S.: Kiegészítő technológiák az elektronikus távoktatásban, Informatika 32. szám 10. évfolyam 2 szám pp 4–7, 2008 Budapest, ISSN 1419-2529
- BOGNÁR G., KACZUR S.: Térbeli gondolkodás segítése elektronikus eszközökkel, Informatika a felsőoktatásban konferencia, Debreceni Egyetem, 2008. augusztus 27-29.
- BOGNÁR G., ZÁRDA S.: WEB2 alkalmazások a távoktatásban, Magyar Tudomány Napja a GDF-en, Budapest, 2008.
- BOGNÁR G., ZÁRDA S.: WEB2 és az elektronikus távoktatás, INFORMATIKA, 2009. XI évfolyam 2 szám, pp 42–46, Budapest, ISSN 1419-2529
- BOGNÁR V., BOGNÁR G., SZAMOSI T.,: Számítógéppel segített adatértékelés a gyermek- és serdülőkori fokozott májreflektivitással járó elhízás kezelésének esetében, INFORMATIKA, 2009. XI évfolyam 2 szám, pp 69–74, Budapest, ISSN 1419-2529
- BOGNÁR G., VÁNYA L., REÉ I.: Robotrepülőgépek sárkányszerkezetének tervezése 3D modellező technológiával, Magyar Pilótanélküli Légijárművek Fejlesztőinek Találkozója, BMF 2009 szeptember, Budapest
- G. BOGNÁR, L. VÁNYA, I. REÉ: UAV Development with 3D Modeling Technology, Computational Intelligence and Informatics, BMF 2009. pp 733–743,
- S. ZÁRDA, G. BOGNÁR: e-LEARNING IN HUNGARY in e-LEARNING PRACTICES, CASES ON CHALLENGES FACING E-LEARNING AND NATIONAL DEVELOPMENT, Institutional Studies and Practices Volume I., editor Ugur DEMIRAY, Eskisehir-Turkey, Anadolu University-2010, ISBN 978-975-98590-8-4 (1.c)